# John-Patrick Smith
John-Patrick Tracey Smith (* 24. ledna 1989 Townsville, Queensland) je australský profesionální tenista hrající levou rukou. Ve své dosavadní kariéře na okruhu ATP Tour vyhrál jeden deblový turnaj. Na challengerech ATP a okruhu ITF získal pět titulů ve dvouhře a třicet sedm ve čtyřhře.
Na žebříčku ATP byl ve dvouhře nejvýše klasifikován v září 2015 na 108. místě a ve čtyřhře pak v září 2017 na 52. místě. Trénuje ho Kent Martino. Dříve tuto roli plnil Cameron Whiting. Na juniorském kombinovaném žebříčku ITF nejvýše figuroval v dubnu 2007 na 6. příčce.
Na grandslamou si zahrál po boku krajanky Astry Sharmaové finále smíšené čtyřhry Australian Open 2019, z něhož odešli poraženi od česko-americké dvojice Barbora Krejčíková a Rajeev Ram. Na Australian Open 2020 poté vypadli v semifinále. Souboj o titul nezvládl ani s Kimberly Birrellovou v mixu Australian Open 2025. V mužské čtyřhře se probojoval s Nicholas Monroem do čtvrtfinále US Open 2017 a po boku Matthewa Ebdens do téže fáze Australian Open 2021.
V letech 2007–2011 vystudoval ekonomii na University of Tennessee, za níž hrál mezi roky 2008–2011 univerzitní tenis. V celostátním žebříčku Intercollegiate Tennis Association vystoupal na 1. místo ve dvouhře i čtyřhře. Jako druhý hráč historie, po pozdější deblové světové jedničce Ricku Leachovi, byl ve dvouhře i čtyřhře zařazen do tzv. All-American („týmu hvězd“) ve všech čtyřech ročnících, do nichž zasáhl.

## Tenisová kariéra
V soutěžích událostí okruhu ITF debutoval v květnu 2007, když na turnaji v Edinburghu s dotací 15 tisíc dolarů zasáhl do dvouhry. V úvodním kole podlehl Britovi Matthewovi Smithovi, jenž figuroval v osmé stovce klasifikace. Během července 2011 získal první singlový titul ITF v Tulse poté, co ve finále deklasoval Američana Chrise Wettengela. Premiérovou trofej na challengerech si odvezl z červencového Nielsen Pro Tennis Championships 2012 v illinoiské Winnetce. Do závěrečného duelu postoupil přes Ukrajince Sergeje Bubku. V boji o titul pak zdolal litevského hráče Ričardase Berankise z druhé světové stovky až v tiebreaku rozhodující sady.

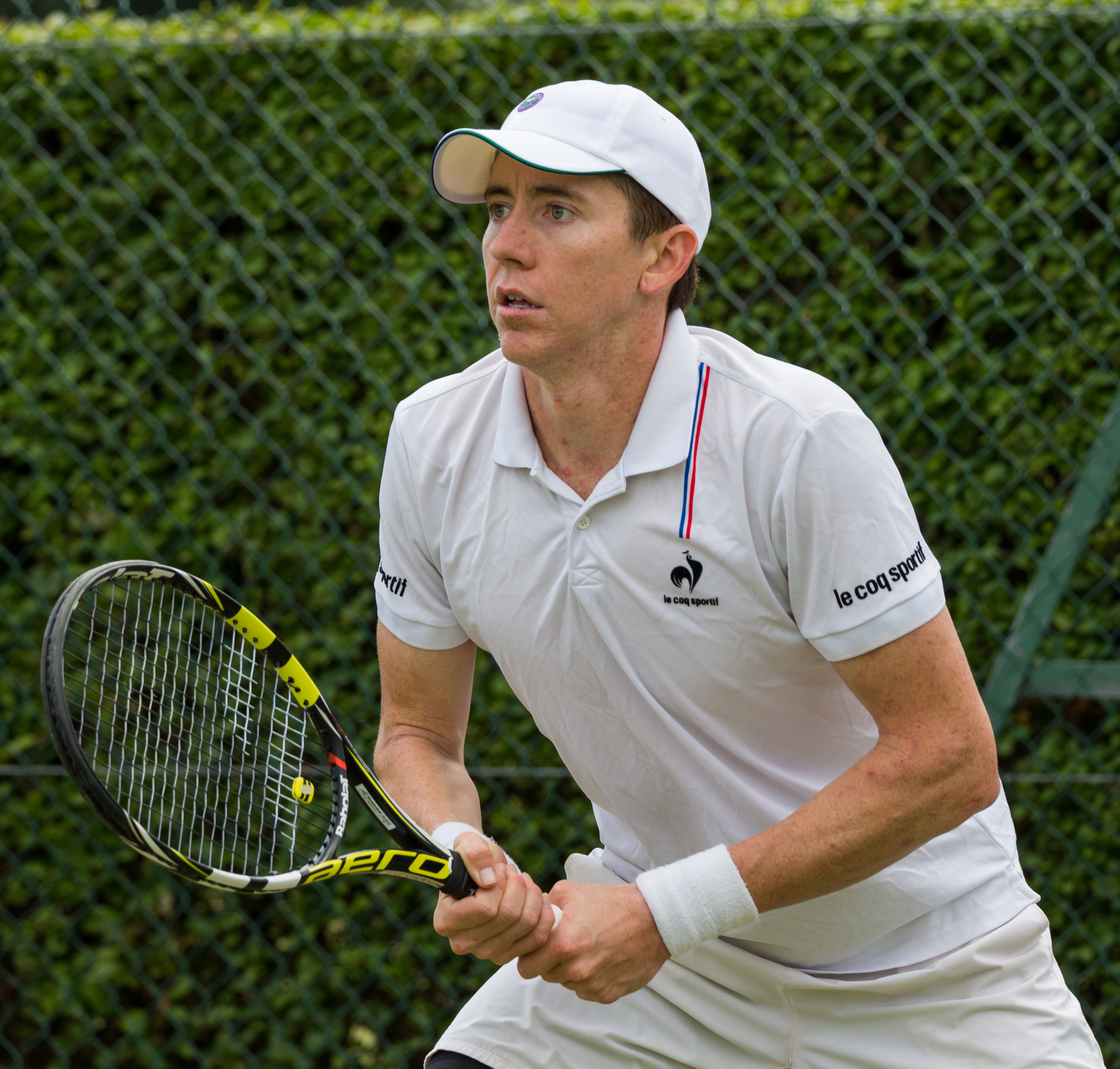
V kvalifikaci Wimbledonu 2015

V rámci série Masters debutoval na březnovém BNP Paribas Open 2014 v Indian Wells, kde v prvním kole podlehl Nizozemci Robinu Haasemu. První zápas dvouhry na okruhu ATP Tour vyhrál během červencového Hall of Fame Tennis Championships 2015 v Newportu, když vyřadil světovou pětadvacítku Bernarda Tomika. Následně prošel až do semifinále, v němž nestačil na Američana Rajeeva Rama z druhé stovky žebříčku.
Do premiérového finále na túře ATP postoupil s krajanem Mattem Reidem ve čtyřhře Hall of Fame Tennis Championships 2017, v němž podlehli pákistánsko-americkým turnajovým jedničkám Ajsámu Kúrešímu a Rajeevu Ramovi. První trofej získal v deblové soutěži B&T Atlanta Open 2018, do níž nastoupil s Američanem Nicholasem Monroem. Ve finále přehráli druhé nasazené Ryana Harrisona s Ramem.
Debut v hlavní soutěži nejvyšší grandslamové kategorie zaznamenal v mužském deblu Australian Open 2012 po obdržení divoké karty od organizátorů. V úvodním kole však s krajanem Gregem Jonesem nenašli recept na pozdější vítěze Leandra Paese s Radkem Štěpánkem. Singlovou soutěž na majorech si poprvé zahrál na Australian Open 2013.

## Finále na Grand Slamu

### Smíšená čtyřhra: 1 (0–1)
| Stav      | rok  | turnaj          | povrch | spoluhráčka         | soupeři ve finále             | výsledek         |
| --------- | ---- | --------------- | ------ | ------------------- | ----------------------------- | ---------------- |
| Finalista | 2019 | Australian Open | tvrdý  | Astra Sharmaová     | Barbora Krejčíková Rajeev Ram | 6–7(3–7), 1–6    |
| Finalista | 2025 | Australian Open | tvrdý  | Kimberly Birrellová | Olivia Gadecká John Peers     | 6–3, 4–6, [6–10] |

## Finále na okruhu ATP Tour

### Čtyřhra: 5 (1–4)
| Legenda                   |
| ------------------------- |
| Grand Slam (0)            |
| Turnaj mistrů (0)         |
| ATP Tour Masters 1000 (0) |
| ATP Tour 500 (0)          |
| ATP Tour 250 (1–4)        |

| Stav      | č. | datum         | turnaj                      | kategorie | povrch    | spoluhráč       | soupeři ve finále                 | výsledek                |
| --------- | -- | ------------- | --------------------------- | --------- | --------- | --------------- | --------------------------------- | ----------------------- |
| Finalista | 1. | červenec 2017 | Newport, Spojené státy      | ATP 250   | tráva     | Matt Reid       | Ajsám Kúreší Rajeev Ram           | 4–6, 6–4, [7–10]        |
| Finalista | 2. | únor 2018     | Delray Beach, Spojené státy | ATP 250   | tvrdý     | Nicholas Monroe | Jack Sock Jackson Withrow         | 6–4, 4–6, [8–10]        |
| Vítěz     | 1. | červenec 2018 | Atlanta, Spojené státy      | ATP 250   | tvrdý     | Nicholas Monroe | Ryan Harrison Rajeev Ram          | 3–6, 7–6(7–5), [10–8]   |
| Finalista | 3. | únor 2021     | Singapur                    | ATP 250   | tvrdý (h) | Matthew Ebden   | Sander Gillé Joran Vliegen        | 2–6, 3–6                |
| Finalista | 4. | leden 2022    | Puné, Indie                 | ATP 250   | tvrdý     | Luke Saville    | Ramkumar Ramanathan Rohan Bopanna | 7–6(12–10), 3–6, [6–10] |

## Tituly na challengerech ATP a okruhu Futures
| Legenda                 |
| ----------------------- |
| Challengery (2 D; 31 Č) |
| Futures (3 D; 6 Č)      |

### Dvouhra (5 titulů)
| Č. | datum         | turnaj                    | povrch    | poražený finalista | výsledek                  |
| -- | ------------- | ------------------------- | --------- | ------------------ | ------------------------- |
| 1. | červenec 2011 | Tulsa, Spojené státy      | tvrdý     | Chris Wettengel    | 6–1, 6–0                  |
| 2. | květen 2012   | Vero Beach, Spojené státy | antuka    | Pedro Zerbini      | 6–2, 6–0                  |
| 3. | červenec 2012 | Winnetka, Spojené státy   | tvrdý     | Ričardas Berankis  | 3–6, 6–3, 7–6(7–3)        |
| 4. | srpen 2013    | Winnipeg, Kanada          | tvrdý     | Ante Pavić         | 3–6, 6–4, 6–3             |
| 5. | březen 2015   | Drummondville, Kanada     | tvrdý (h) | Frank Dancevic     | 6–7(11–13), 7–6(7–3), 7–5 |

### Čtyřhra (37 titulů)
| Č.  | datum         | turnaj                         | povrch      | spoluhráč       | poražení finalisté                      | výsledek               |
| --- | ------------- | ------------------------------ | ----------- | --------------- | --------------------------------------- | ---------------------- |
| 1.  | červenec 2011 | Innisbrook, Spojené státy      | antuka      | Benjamin Rogers | Jeff Dadamo Austin Krajicek             | 7–6(7–3), 6–3          |
| 2.  | červenec 2011 | Tulsa, Spojené státy           | tvrdý       | Benjamin Rogers | Nick Papac Rudolf Siwy                  | 6–2, 6–3               |
| 3.  | říjen 2011    | Laguna Niguel, Spojené státy   | tvrdý       | Benjamin Rogers | Jaoki Išii Juiči Itó                    | 6–3, 7–6(7–3)          |
| 4.  | únor 2012     | Burnie, Austrálie              | tvrdý       | John Peers      | Divij Šaran Višnu Vardhan               | 6–2, 6–4               |
| 5.  | únor 2012     | Caloundra, Austrálie           | tvrdý       | John Peers      | John Paul Fruttero Raven Klaasen        | 7–6(7–5), 6–4          |
| 6.  | březen 2012   | Gatineau, Kanada               | tvrdý (h)   | Devin Britton   | Andrei Dăescu Florin Mergea             | 5–7, 6–3, [10–5]       |
| 7.  | duben 2012    | León, Mexiko                   | tvrdý       | John Peers      | César Ramírez Bruno Rodríguez           | 6–3, 6–3               |
| 8.  | květen 2012   | Vero Beach, Spojené státy      | antuka      | Benjamin Rogers | Edward Corrie Vahid Mirzadeh            | 5–7, 6–1, [11–9]       |
| 9.  | říjen 2012    | Belém, Brazílie                | tvrdý       | John Peers      | Nicholas Monroe Simon Stadler           | 6–3, 6–2               |
| 10. | listopad 2012 | Charlottesville, Spojené státy | tvrdý (h)   | John Peers      | Jarmere Jenkins Jack Sock               | 7–5, 6–1               |
| 11. | únor 2013     | Burnie, Austrálie              | tvrdý       | Ruan Roelofse   | Brydan Klein Dane Propoggia             | 6–2, 6–2               |
| 12. | únor 2013     | Mildura, Austrálie             | tráva       | Samuel Groth    | Colin Ebelthite Ruan Roelofse           | 6–3, 6–4               |
| 13. | březen 2013   | Rimouski, Kanada               | tvrdý (h)   | Samuel Groth    | Philipp Marx Florin Mergea              | 7–6(7–5), 7–6(9–7)     |
| 14. | květen 2013   | Kchun-ming, Čína               | tvrdý       | Samuel Groth    | Go Soeda Jasutaka Učijama               | 6–4, 6–1               |
| 15. | září 2013     | Napa, Spojené státy            | tvrdý       | Bobby Reynolds  | Steve Johnson Tim Smyczek               | 6–4, 7–6(7–2)          |
| 16. | říjen 2013    | Sacramento, Spojené státy      | tvrdý       | Matt Reid       | Jarmere Jenkins Donald Young            | 7–6(7–1), 4–6, [14–12] |
| 17. | listopad 2013 | Knoxville, Spojené státy       | tvrdý (h)   | Sauelm Groth    | Carsten Ball Peter Polansky             | 6–7(6–8), 6–2, [10–7]  |
| 18. | únor 2014     | Burnie, Austrálie              | tvrdý       | Matt Reid       | Tošihide Macui Danai Udomčoke           | 6–4, 6–2               |
| 19. | srpen 2014    | Vancouver, Kanada              | tvrdý       | Austin Krajicek | Marcus Daniell Artem Sitak              | 6–3, 4–6, [10–8]       |
| 20. | říjen 2014    | Sacramento, Spojené státy      | tvrdý       | Adam Hubble     | Peter Polansky Adil Shamasdin           | 6–3, 6–2               |
| 21. | květen 2016   | Soul, Jižní Korea              | tvrdý       | Matt Reid       | Kung Mao-sin I Čchu-chuan               | 6–3, 7–5               |
| 22. | červenec 2016 | Winnetka, Spojené státy        | tvrdý       | Stefan Kozlov   | Sekou Bangoura David O'Hare             | 6–3, 6–3               |
| 23. | červenec 2016 | Binghamton, Spojené státy      | tvrdý       | Matt Reid       | Liam Broady Guilherme Clezar            | 6–4, 6–2               |
| 24. | říjen 2016    | Tiburon, Spojené státy         | tvrdý       | Matt Reid       | Quentin Halys Dennis Novikov            | 6–1, 6–2               |
| 25. | říjen 2016    | Traralgon, Austrálie           | tvrdý       | Matt Reid       | Matthew Barton Matthew Ebden            | 6–4, 6–4               |
| 26. | listopad 2016 | Tojota, Japonsko               | koberec (h) | Matt Reid       | Džívan Nedunčežijan Christopher Rungkat | 6–3, 6–4               |
| 27. | únor 2017     | San Francisco, Spojené státy   | tvrdý (h)   | Matt Reid       | Kung Mao-sin Čang Ce                    | 6–7(4–7), 7–5, [10–7]  |
| 28. | duben 2018    | Le Gosier, Guadeloupe          | tvrdý       | Neal Skupski    | Ruben Bemelmans Jonathan Eysseric       | 7–6(7–3), 6–4          |
| 29. | květen 2018   | Kimčchon, Jižní Korea          | tvrdý       | Ruan Roelofse   | Sančaj Ratiwatana Sončat Ratiwatana     | 6–2, 6–3               |
| 30. | listopad 2018 | Champaign, Spojené státy       | tvrdý (h)   | Matt Reid       | Hans Hach Luis David Martínez           | 6–4, 4–6, [10–8]       |
| 31. | květen 2019   | Puerto Vallarta, Mexiko        | tvrdý       | Matt Reid       | Gonzalo Escobar Luis David Martínez     | 7–6(12–10), 6–3        |
| 32. | listopad 2019 | Eckental, Německo              | tvrdý (h)   | Ken Skupski     | Sander Arends Roman Jebavý              | 7–6(7–2), 6–4          |
| 33. | únor 2020     | Cuernavaca, Mexiko             | tvrdý (h)   | Luke Saville    | Carlos Gómez-Herrera Šintaró Močizuki   | 6–3, 6–7(4–7), [10–5]  |
| 34. | listopad 2022 | Macujama, Japonsko             | tvrdý       | Andrew Harris   | Tošihide Matsui Kaito Uesugi            | 6–3, 4–6, [10–8]       |
| 35. | listopad 2023 | Charlottesville, Spojené státy | tvrdý       | Sem Verbeek     | Denis Kudla Thai-Son Kwiatkowski        | 3–6, 6–3, [10–5]       |
| 36. | listopad 2023 | Champaign, Spojené státy       | tvrdý       | Sem Verbeek     | Lucas Horve Oliver Okonkwo              | 6–2, 7–6(7–4)          |
| 37. | srpen 2024    | Cary, Spojené státy            | tvrdý       | John Peers      | Petros Tsitsipas Federico Agustín Gómez | bez boje               |